# Opercule (apiculture)
Pour les articles homonymes, voir Opercule.

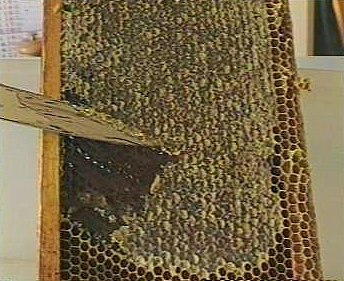
Désoperculation d'un cadre de miel.

Les opercules désignent la pellicule de cire que les abeilles utilisent pour fermer les alvéoles. L'operculation des alvéoles contenant le couvain, survient vers neuf à dix jours après la ponte. L'operculation des alvéoles dans lesquelles sont stockées le miel, survient généralement lorsque celui-ci a atteint une hygrométrie suffisamment faible (env. 18 %) pour sa conservation.

## Propriétés, usages et bénéfices pour la santé
Les opercules contiennent de la cire, de la propolis, du pollen, du miel et des substances issues de la salive des abeilles.  Cependant, des études scientifiques auraient prouvé que l'opercule est très efficace dans le traitement de nombreuses maladies, y compris les infections des voies respiratoires supérieures, et renforcerait le système digestif. Cela tiendrait en partie au fait que l'opercule se trouve sur les rayons où est stocké le miel de meilleure qualité. De plus, l'opercule contient dix fois plus de lysozyme que le miel; cette enzyme a un effet puissant d'activation du système immunitaire. L'opercule est utilisé pour traiter :
- les sinus ;
- les voies respiratoires ;
- la cavité buccale ;
- les intestins[2].

Un usage efficace de l'opercule serait d'en mâcher une cuillère à café trois fois par jour pendant cinq à dix minutes, après lesquelles la cire restant en bouche peut être recrachée. Cette habitude peut être prise toute l'année, mais est particulièrement efficace en automne et hiver pour lutter contre les rhumes. Des mastications plus fréquentes pendant un à deux jours sont également recommandées dans le cadre du traitement de rhinites ou sinusites.